# Juan Carlos Bustriazo Ortiz
Juan Carlos Bustriazo Ortiz (n. el 3 de diciembre de 1929 en Santa Rosa, provincia de La Pampa - fallecido en la misma ciudad el 1 de junio del 2010) fue un poeta argentino.

## Carrera
A la edad de diecinueve años, se desempeñó como radiotelegrafista, despeñando funciones como agente de policía, en la comisaría del Once departamento, actual Comisaría Departamental en la localidad de Puelches, La Pampa, lugar donde se inspiró, escribiendo poemas y zambas, dedicadas a los habitantes de la localidad, con referencias a la vegetación, la topografía del lugar, apellido de los lugareños y compañeros de trabajo. Debido a esto, realizó varios viajes por el oeste de su provincia.
Cuando regresó a su ciudad natal, comenzó a trabajar de corrector y linotipista en el diario La Arena.
Mucha de su vasta obra se encuentra sin publicar, y algunos de sus poemas fueron musicalizados, pasando a integrar el repertorio folclórico pampeano.

## Obra
Autor de más de ochenta títulos, la mayor parte de la misma se encuentra inédita, se publicaron a la fecha seis títulos.
- Elegías de la Piedra que Canta (1969)
- Aura del estilo (1970)
- Unca Bermeja (1984)
- Los Poemas Puelches y Quetrales (1991)
- Libro del Ghenpín (2004)